# Dębówka (powiat żuromiński)
Dębówka – wieś w Polsce położona w województwie mazowieckim, w powiecie żuromińskim, w gminie Lutocin. Ma status sołectwa.
W latach 1975–1998 miejscowość należała administracyjnie do województwa ciechanowskiego.